# پراسکورسانو
پراسکورسانو (به ایتالیایی: Prascorsano) یک کومونه در ایتالیا است که در استان تورین واقع شده‌است.

## خصوصیات
پراسکورسانو ۶٫۳ کیلومترمربع مساحت و ۸۰۱ نفر جمعیت دارد.